# Zero assoluto

Lo zero assoluto nella rappresentazione grafica di un termometro che confronta le misurazioni Celsius (-273,15 °C) e Kelvin (0° K)

Lo zero assoluto è la temperatura minima possibile teorica di un qualsiasi sistema termodinamico. Il suo valore è estrapolato dalla equazione di stato dei gas perfetti e nelle unità di misura del Sistema Internazionale corrisponde a 0 K, equivalenti a -273,15 °C.
Si può dimostrare in base alle leggi della fisica che è una temperatura limite non raggiungibile, anche se è possibile ottenere sperimentalmente valori molto vicini. Alla temperatura dello zero assoluto le molecole e gli atomi di un sistema sarebbero allo stato fondamentale, ossia possederebbero la minor energia cinetica permessa dalle leggi della fisica. Questa energia, pur piccolissima, è sempre maggiore di zero e corrisponde all'energia di punto zero prevista dalla meccanica quantistica per tutti i sistemi che abbiano un potenziale confinante. Tale stato corrisponde a quello di minima entropia di un sistema.

## Descrizione
Lo zero assoluto non può essere raggiunto in base a tre leggi fisiche:
- Il teorema di Nernst, anche chiamato terzo principio della termodinamica, afferma che serve una quantità di energia infinita per raffreddare un corpo fino allo zero assoluto. Il raggiungimento dello zero assoluto è contrario all'aumento di entropia nei sistemi isolati: il principio dell'aumento di entropia in sé non vieta che lo zero assoluto sia raggiungibile nei sistemi aperti. Tuttavia, l'entropia, misurata in joule/kelvin, darebbe luogo a una forma indeterminata del tipo 0/0, annullandosi il calore o energia (joule) ed essendo posta a zero la temperatura assoluta.
- Principio di indeterminazione di Heisenberg: energia E e tempo t, o anche impulso P e posizione Q sono variabili canonicamente coniugate. Se un sistema raggiungesse lo zero assoluto, potremmo dire con certezza quale è la sua temperatura assoluta T, cioè 0. Ma se conosciamo T, allora conosciamo anche E, cioè l'energia a essa associata, anch'essa uguale a 0. Analogamente, è nota la posizione del corpo che è fermo allo zero assoluto; dandogli un impulso dall'esterno, sarebbero note entrambe le variabili. Conoscendo E senza incertezze avremmo t infinitamente indeterminato e, conoscendo P senza incertezze, avremmo Q infinitamente indeterminato.
- Energia di punto zero: il livello energetico più basso raggiungibile da un atomo è il livello energetico del punto zero che, pur essendo infinitesimo, non è mai nullo. Il sistema avrà sempre una determinata energia di tipo cinetico, un determinato calore e quindi una temperatura poco al di sopra dello zero assoluto. L'energia di punto zero è in realtà collegata al principio di indeterminazione di Heisenberg.

Inoltre, secondo il decadimento esponenziale, procedendo al dimezzamento costante, non si arriverà mai allo zero. Si consideri poi che le differenze tra le temperature quando prossimi allo zero assoluto non possono essere valutate allo stesso modo delle differenze tra temperature "ambientali": se tra 100 e 100,1 vi è solo un decimo di differenza, tra 0,1 K e 0,2 K vi è la stessa differenza che vi è tra 100 e 200, cioè il doppio, e non semplicemente 0,1; questo sia in tutti i termini fisici sia nell'energia e lavoro necessari al cambiamento.
Nel caso di atomi liberi a temperature prossime allo zero assoluto, la maggior parte dell'energia è in forma di movimento traslazionale e la temperatura può essere misurata in termini di velocità di tale movimento, con una sua riduzione procedendo verso temperature inferiori. Allo zero assoluto (puramente teorico), a causa degli effetti della meccanica quantistica, in particolare dell'energia di punto zero, la velocità degli atomi non è nulla, ma dipende, così come l'energia, dalle dimensioni dello spazio nel quale l'atomo è confinato.
A temperature molto basse, prossime allo zero assoluto, la materia esibisce molte proprietà inusuali, quali la superconduttività, la superfluidità e la condensazione di Bose-Einstein.
Per poter studiare tali fenomeni, gli scienziati hanno elaborato metodi per ottenere temperature sempre più basse. La temperatura più bassa mai ottenuta in laboratorio è stata di 38 pK (pK indica il picokelvin, che vale 10−12 gradi Kelvin), conseguita nel 2021 da un team di ricerca tedesco.
La Nebulosa Boomerang, a 5 000 anni luce dalla Terra nella costellazione del Centauro, è il luogo più freddo scoperto in natura, con una temperatura di −272 °C (1,15 K).

## Terzo principio della termodinamica
L'impossibilità di raggiungere lo zero assoluto è una conseguenza del secondo principio della termodinamica, che normalmente è espresso come la proprietà dell'entropia di un sistema chiuso di non poter mai diminuire.
Allo zero assoluto lo stato di disordine molecolare (misurato dall'entropia del sistema) raggiungerebbe il suo valore minimo, definito solo dalla degenerazione dello stato fondamentale.
Questo fatto è espresso da quello che nella letteratura scientifica è noto come terzo principio della termodinamica o teorema di Nernst.
Per capire cosa sia lo zero assoluto bisogna tener presente che la temperatura è in qualche modo una misura dell'energia interna di un corpo, intesa come somma di energia cinetica e potenziale.
Raggiungere lo zero assoluto significherebbe quindi in qualche modo azzerare l'energia cinetica traslazionale e rotazionale delle molecole che compongono il corpo.
A questo punto le molecole che lo compongono si fermano completamente e la temperatura è la più bassa possibile: questa temperatura si chiama zero assoluto.
Lo zero assoluto esiste solo come punto limite asintotico, in quanto tale temperatura non è raggiungibile, né teoricamente né tanto meno praticamente.
Allo zero assoluto, per esempio, le particelle sarebbero completamente ferme e sarebbero ben determinate sia la loro posizione sia la loro velocità, cosa impossibile per il principio di indeterminazione di Heisenberg della meccanica quantistica.
Studi degli anni cinquanta hanno anche dato una nuova spiegazione dell'impossibilità di raggiungere lo zero assoluto.
Il modello classico delle molecole descrive le stesse come un sistema di oscillatori armonici facendole assomigliare a una molla infinitamente piccola che vibra in continuo. Per questa rappresentazione, le molecole vengono descritte con la legge di Hooke
{\displaystyle F=-kx} (F forza elastica di richiamo; k costante elastica; x elongazione).
Tale modello viene superato con la proposizione del modello quantistico dove si enuncia che l'energia di vibrazione è quantizzata e assume valori determinabili con la formula
Evibr.= (n + ½) hν (n numero quantico vibrazionale che assume valori che vanno da 0 a ∞; h costante di Planck e v frequenza della vibrazione).
Nello stato di vibrazione fondamentale (quello che dovrebbe assumere la molecola allo 0 assoluto) l'E risulta pari a ½ si deduce quindi che la molecola è sempre e comunque in vibrazione e non stabile.

## Applicazioni e proprietà dei corpi a basse temperature
Gli scienziati mediante l'uso di speciali macchine termiche sono riusciti a portare un corpo a 38 picokelvin (pK), ovvero 0.000000000038 kelvin.
Alle bassissime temperature effetti quantistici diventano macroscopicamente rilevanti.
Per esempio alcuni conduttori a temperature bassissime subiscono una transizione di fase quantistica a uno stato in cui cessano di avere resistenza elettrica.
Tali materiali sono detti superconduttori e permetterebbero di eliminare le perdite nelle linee elettriche.
Similmente alcuni fluidi a temperature di pochi gradi sopra lo zero assoluto perdono completamente la viscosità diventando superfluidi.
Le proprietà vibrazionali di alcuni corpi a così basse temperature vengono ad assumere particolarità curiose, che si discostano dalle normali onde.
È raggiunto infatti un comportamento discreto tipico delle particelle quantistiche ed è introdotto quindi il concetto di quanto vibrazionale, detto fonone.

## Temperatura negativa
Per temperatura negativa si definiscono valori negativi di temperatura termodinamica che secondo alcuni autori descriverebbero sistemi con particolari caratteristiche, considerando la definizione della temperatura che la lega specificamente all'entropia e all'energia.
In tali sistemi il numero di componenti a energia maggiore prevale su quelli a energia minima (inversione di popolazione) realizzando una condizione nella quale l'incremento di energia determina una riduzione dell'entropia e a cui è associata una temperatura termodinamica negativa secondo la definizione di temperatura suddetta. Da ciò deriva che una temperatura negativa nella scala Kelvin esprimerebbe, paradossalmente, un calore più elevato rispetto a una temperatura positiva. Nel 2013 un gruppo di ricercatori dell'Università Ludwig Maximilian di Monaco e dell'Istituto Max Planck di fisica del plasma di Garching bei München ha portato una nuvola di atomi di potassio (circa 100 000) a una temperatura di qualche nanokelvin inferiore allo zero assoluto, partendo da uno stato di condensato di Bose-Einstein.